# 董忠 (新朝)
董忠（？—23年），中国新朝時代武将，王莽的屬下。
天鳳六年（19年）、大司馬严尤諫止攻撃匈奴，王莽将他罷免，以降符伯董忠为大司馬。地皇三年（22年）冬，各地反新軍勃興，王莽命令大司徒王尋率軍十数万駐屯洛陽，大司馬董忠訓練軍事于中军北垒。大司空王邑兼领三公职务。地皇四年（23年）六月，王邑率领的新朝主力在昆陽被劉秀（後来的汉光武帝）率领的漢軍殲滅，王尋战死。新濒临滅亡，道士西门君惠对卫将军王涉说：“谶文说刘姓当复兴，国师公（劉歆改名刘秀）的姓名就是。”王涉于是和国师公刘秀、大司马董忠、司中大赘・起武侯孙伋商议用所属军队劫持王莽，投降更始帝，来保全家族。七月，孙伋向王莽告密。王莽召见董忠责问，趁机当场格杀，命虎贲武士用斩马剑剁董忠的尸体，逮捕董忠的家族，用浓醋、毒药、利刀、荆棘合成一穴埋葬了他们。刘秀和王涉都自杀了。王莽召回王邑，命为大司马。命大长秋张邯担任大司徒，崔发担任大司空。